# 鱔魚意麵
鱔魚意麵是台灣夜市及台菜館、台菜餐廳普遍常見料理；尤以台南鱔魚意麵最富盛名；鱔魚香脆，燴麵湯汁濃郁酸甜，美味令人食指大動，鱔魚極富蛋白質、鐵質，亦被視為食補補身聖品。

## 製作
先烹煮熟鱔魚，再以勾芡、烏醋、糖與意麵及鱔魚猛火爆炒，即可。另外有一種乾炒的作法則是將意麵先煮熟，然後再將炒好的鱔魚和意麵混合。

## 意麵
在一般鱔魚意麵麵店，店家會將約莫碗大小同體積乾硬、已經油炸處理之麵塊，堆放於料理檯前，麵塊堆積如山蔚為奇觀，是此台灣小吃麵店特有噱頭。